# Futbol'nyj Klub Ravšan
Il Futbol'nyj Ravšan Kulob, meglio conosciuto come Ravšan, è una società calcistica tagika con sede nella città di Külob. Milita nella Vysšaja Liga, la massima divisione del campionato tagiko.
La squadra ha vinto per due volte il campionato ed una coppa nazionale.

## Storia
Il club è stato fondato nel 1965 con il nome di FK Ansol Kulob. All'indipendenza del Tagikistan dall'Unione Sovietica nel 1991, si è unito alla prima edizione del campionato tagiko di calcio, vinto dal Pamir Dushanbe e che ha anche abbandonato a metà.
Il primo titolo nazionale viene vinto due anni dopo, quando vince la finale della Coppa del Tagikistan contro lo Shodmon Ghissar, consentendo al club di partecipare per la prima volta a una competizione internazionale, la Coppa delle Coppe asiatica. Il percorso nella competizione è breve poiché il club termina al penultimo posto del girone di qualificazione, dominato dall'Taraz Fwtbol Klwbı del Kazakistan.
Nel 2003, il club ha cambiato il nome per diventare FK Olimp-Ansol Kulob prima di adottare l'attuale nome nel 2005. Il club ha dominato il campionato dalla stagione 2012, successo che verrà replicato nella stagione successiva. Il titolo del 2012, consente al club di partecipare per la prima volta alla Coppa dell'AFC 2013, a cui prende parte direttamente dalla fase a gironi. Questo battesimo ad alto livello è un calvario per i tagiki poiché subiscono sei sconfitte in altrettante partite. Anche nella Coppa dell'AFC 2014 dopo aver passato il turno preliminare, finisce il girone con sei sconfitte su sei.

## Colori e simboli

### Colori
I colori della maglia del Ravšan Kulob sono l’azzurro ed il bianco.

## Strutture

### Stadio
Il Ravšan Kulob gioca le partite casalinghe allo stadio Kulob Central Stadium che può ospitare 20.000 spettatori.

## Palmares

### Competizioni nazionali
- Campionato del Tagikistan: 2

2012, 2013
- Coppa del Tagikistan: 2

1994, 2020

### Altri piazzamenti
- Campionato del Tagikistan:

Secondo posto: 2019, 2023
Terzo posto: 1999, 2011, 2015
- Coppa del Tagikistan:

Finalista: 1994, 2023
Semifinalista: 2015, 2016, 2024